# Erbendorf (Wüstung)

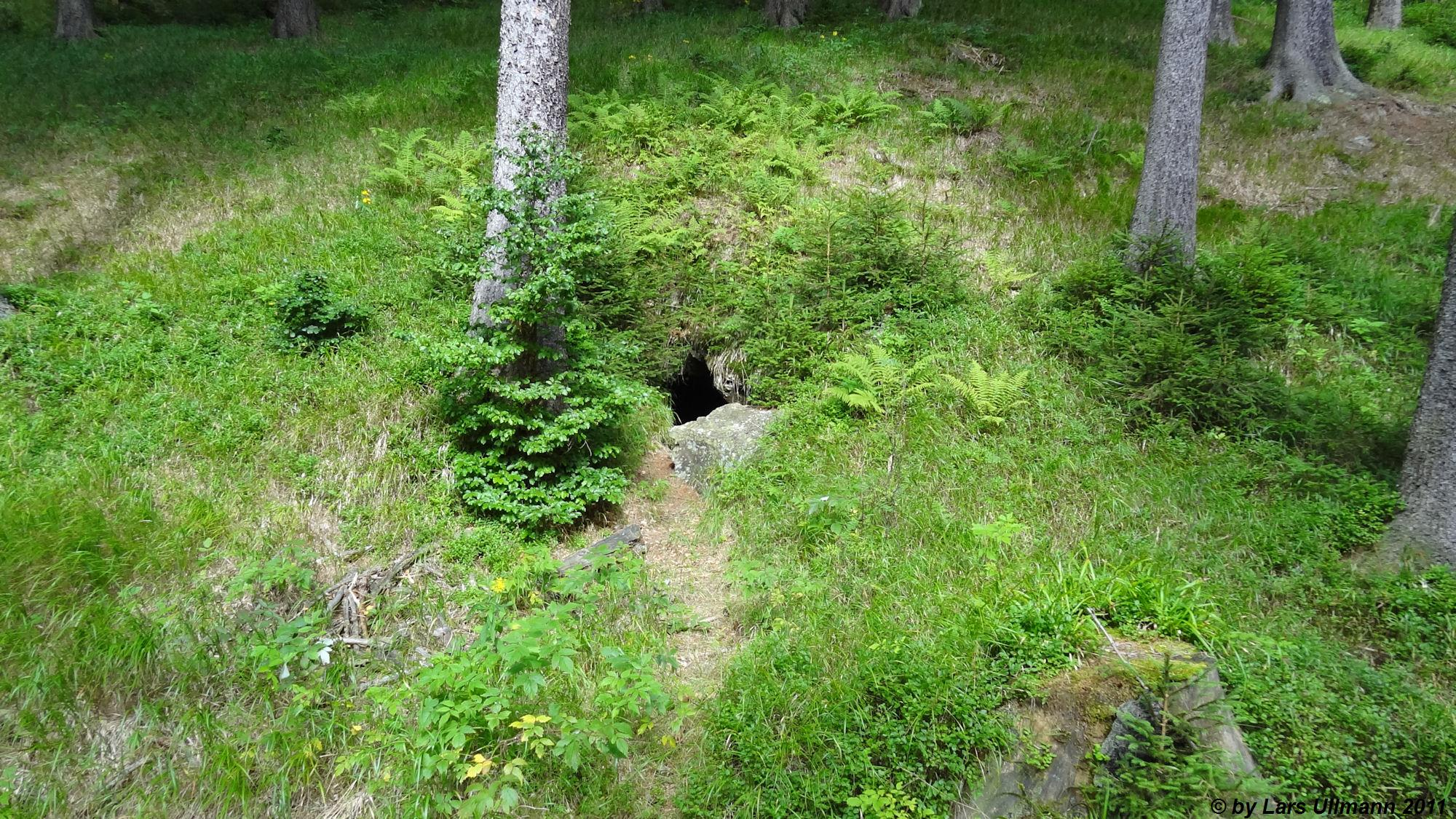
Mundloch eines Stollens in der Nähe der Wüstung Erbendorf

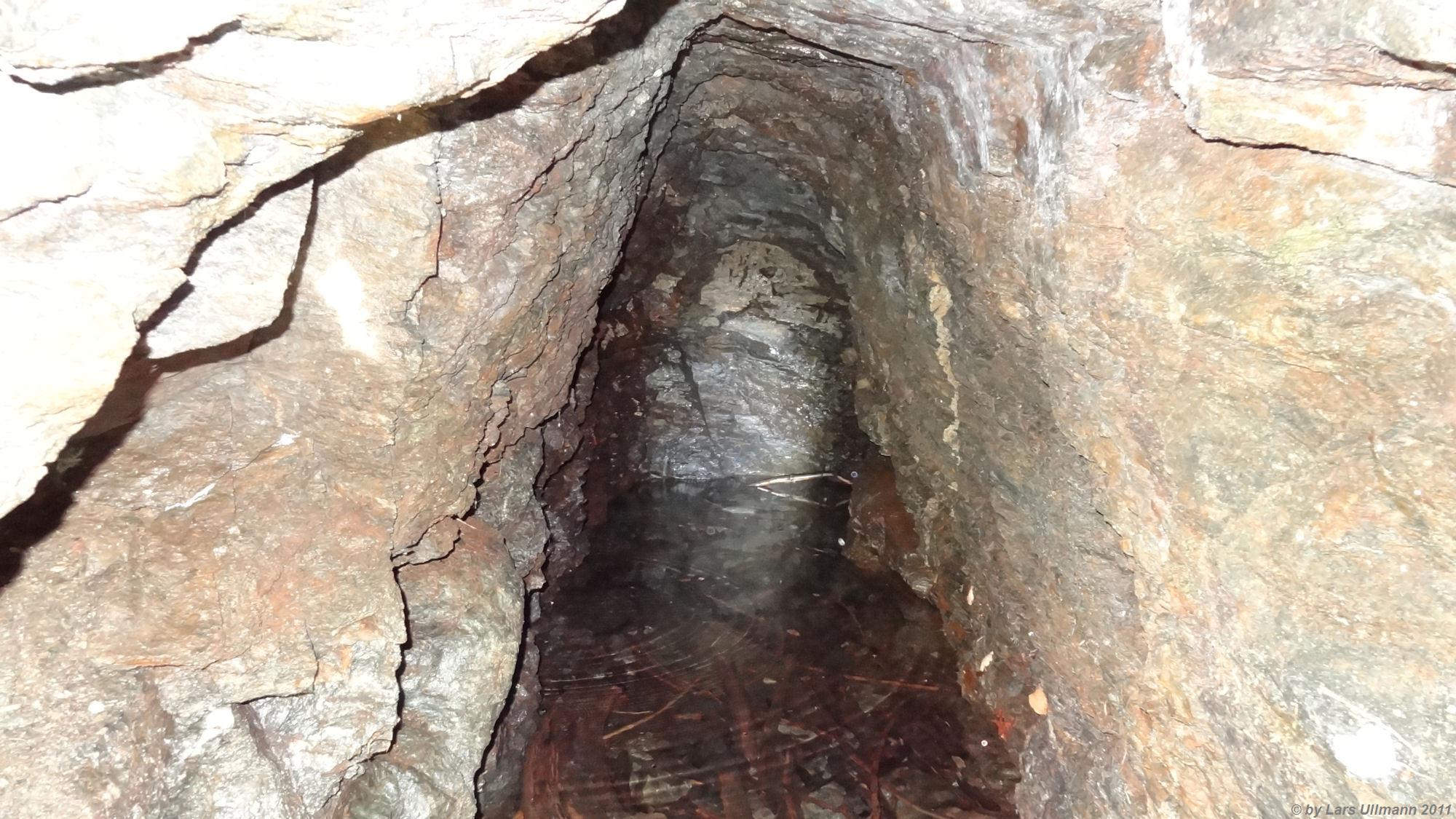
Blick in den Stollen in der Nähe der Wüstung Erbendorf

Erbendorf ist die Wüstung einer frühneuzeitlichen bergmännischen Ansiedlung im oberen Tal der Großen Mittweida südlich der Wolfner Mühle und nördlich von Tellerhäuser.

Das vermutlich um 1400 als Bergbausiedlung angelegte Erbendorf wurde möglicherweise während der Hussitenkriege um 1430 verwüstet oder aber aus anderen Ursachen wieder aufgelassen. In der ältesten bekannten urkundlichen Erwähnung im Crottendorfer Amtserbbuch von 1559, das im Rahmen des Verkaufs des Oberwäldischen Anteils der Schönburgischen Herrschaft an das Kurfürstentum Sachsen angelegt wurde, wird Erbendorf nur als Flurname eines Waldstücks genannt, obwohl auf die wüste Dorfstadt durchaus verwiesen wird: 

„Ist eine wüste Dorfstadt, Zwischen obbemelten Henneberge und dem Thaufichtigk gelegen, darinnen das Buchenholtz vorhauen, unndt verkolet, hat eintzels Fichten und Thannen, Ziemblich verhauen.“

Der erzgebirgische Chronist Christian Lehmann kannte das Erbendorf aus einer Legende und schrieb dazu Ende des 17. Jahrhunderts: 

„Der Berg gegenüber heist der Brand / weil vom Hinter-Holtz alles weggebrannt. Und sollen daselbst / wie alte Leute berichten / zwey Dörfer / Erbendorff und Großmitweyde / gestanden seyn / weil man auch daselbst noch Brandstätte und Aecker-Beethe siehet.“

Ein am 16. Dezember 1791 gestellter Antrag von Bürgern aus den Nachbargemeinden, die Siedlung wiedererheben zu dürfen, wurde abschlägig beschieden.
Südlich der Wüstung Erbendorf finden sich noch Hinweise auf die ehemalige Bergbautätigkeit, so auch das Mundloch eines Stollens. Im Juni 2011 wurde an den Katzensteiner Wiesen im Tal der Großen Mittweida eine Schautafel aufgestellt, mit der an die Wüstung Erbendorf erinnert wird.